# Hans Daucher
Hans Daucher, auch Dauher, mit vollem Namen Hans Adolf Daucher, manchmal auch Adolf Daucher, der Jüngere genannt (* 1486 in Ulm; † 1538 in Stuttgart), war ein in Augsburg tätiger Bildhauer, -schnitzer und Medailleur der aufkommenden Renaissance in Deutschland.

## Leben und Wirken

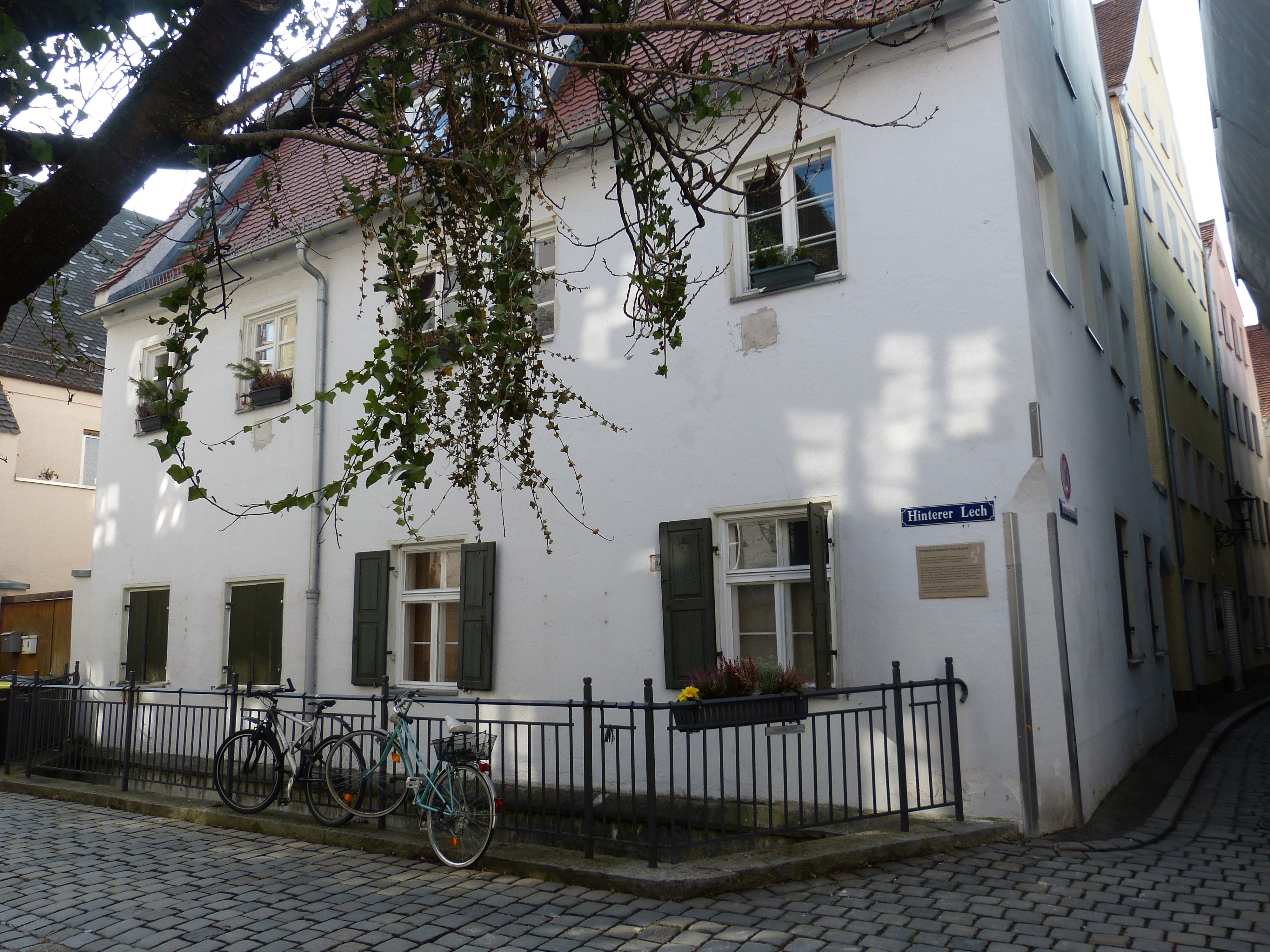
Dauchers Haus am Hinteren Lech 2, heute ein Baudenkmal im Stadtviertel Lechviertel, östliches Ulrichsviertel

Hans Dauchers Vater war der Bildhauer und Schnitzer Adolf Daucher (* um 1460 in Ulm, † um 1524 in Augsburg). Dieser zog mit der Familie 1490 nach Augsburg. Dort lehrte er den Sohn im Stil der Ulmer Schule und machte ihn 1514 zum Meister. Verheiratet war Hans Daucher mit der Wiedertäuferin Susanna Spitzmacher. Das Ehepaar hatte drei Kinder und lebte seit 1528 an der Ecke Hinterer Lech 2 und Schleifergässchen. Vier Jahre nach seinem Tod im Stuttgarter Siechenhaus wurde seine Frau aufgrund einer verbotenen Täuferversammlung in dem Haus aus der Stadt gewiesen.

## Werkstatt
Den Kunstwerken nach muss Hans Daucher über eine sehr große Werkstatt in Augsburg verfügt haben. Ein Bereich umfasste die Anfertigung und Bearbeitung der riesigen Marmorblöcke zu seinen Skulpturen. Ein weiterer Trakt verfügte über die Gießerei bestehend aus der Formerei, dem Schmelzbetrieb und der Putzerei für seine Klein- und Großplastiken. Zudem benötigte er einen Zeichenraum mit Schreibtisch und den notwendigen Utensilien für seine Entwürfe. Dies geschah meist nach lebenden und sezierten Modellen, wobei oftmals der Künstler die Sezierung selber vornahm, worauf ein zusätzliches Kellergewölbe mit Bottichen für Eis schließen lässt.Quelle?

## Werke als Bildhauer (Auswahl)

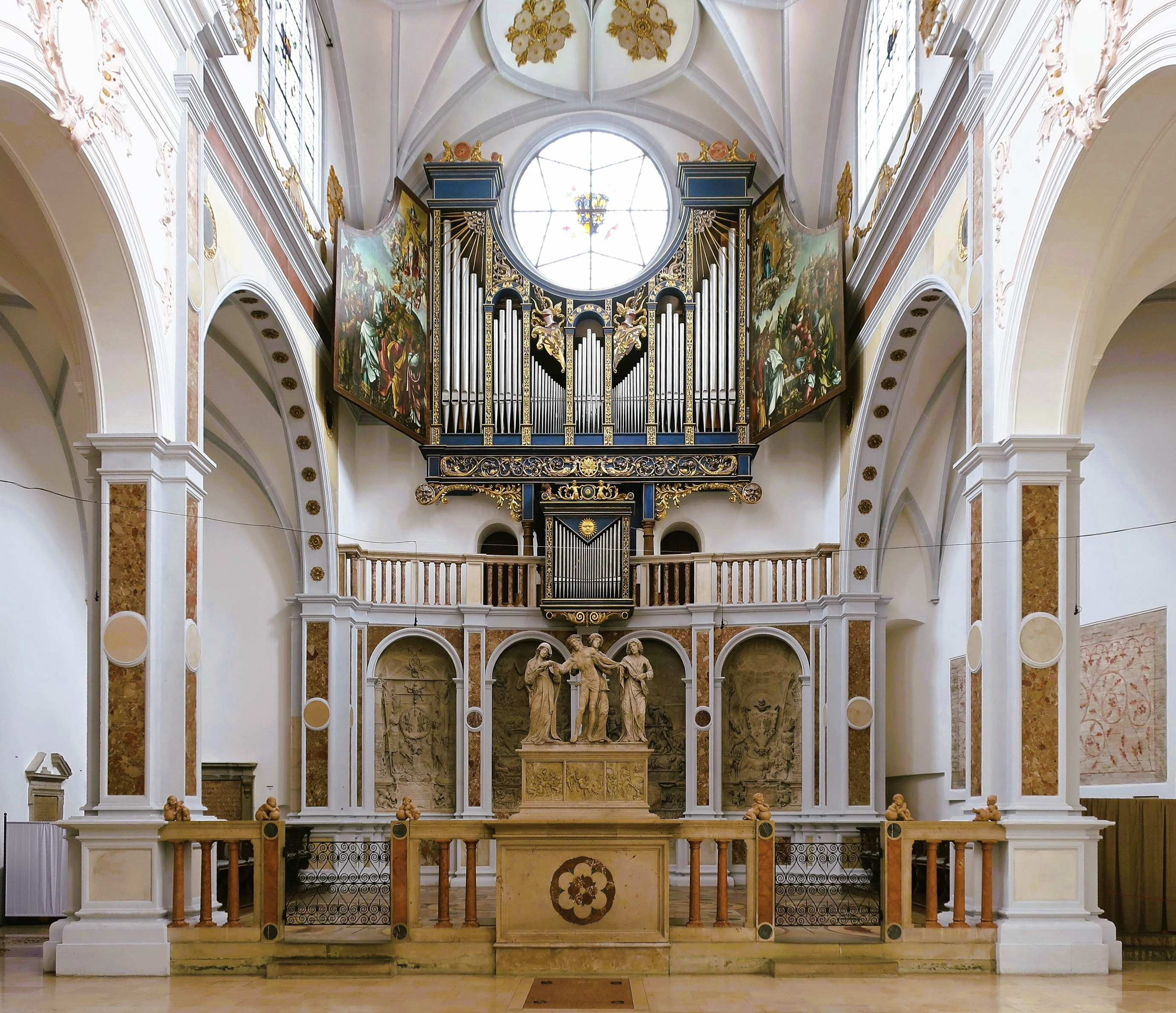
Fuggerkapelle, nun Hochchor der St. Annakirche in Augsburg
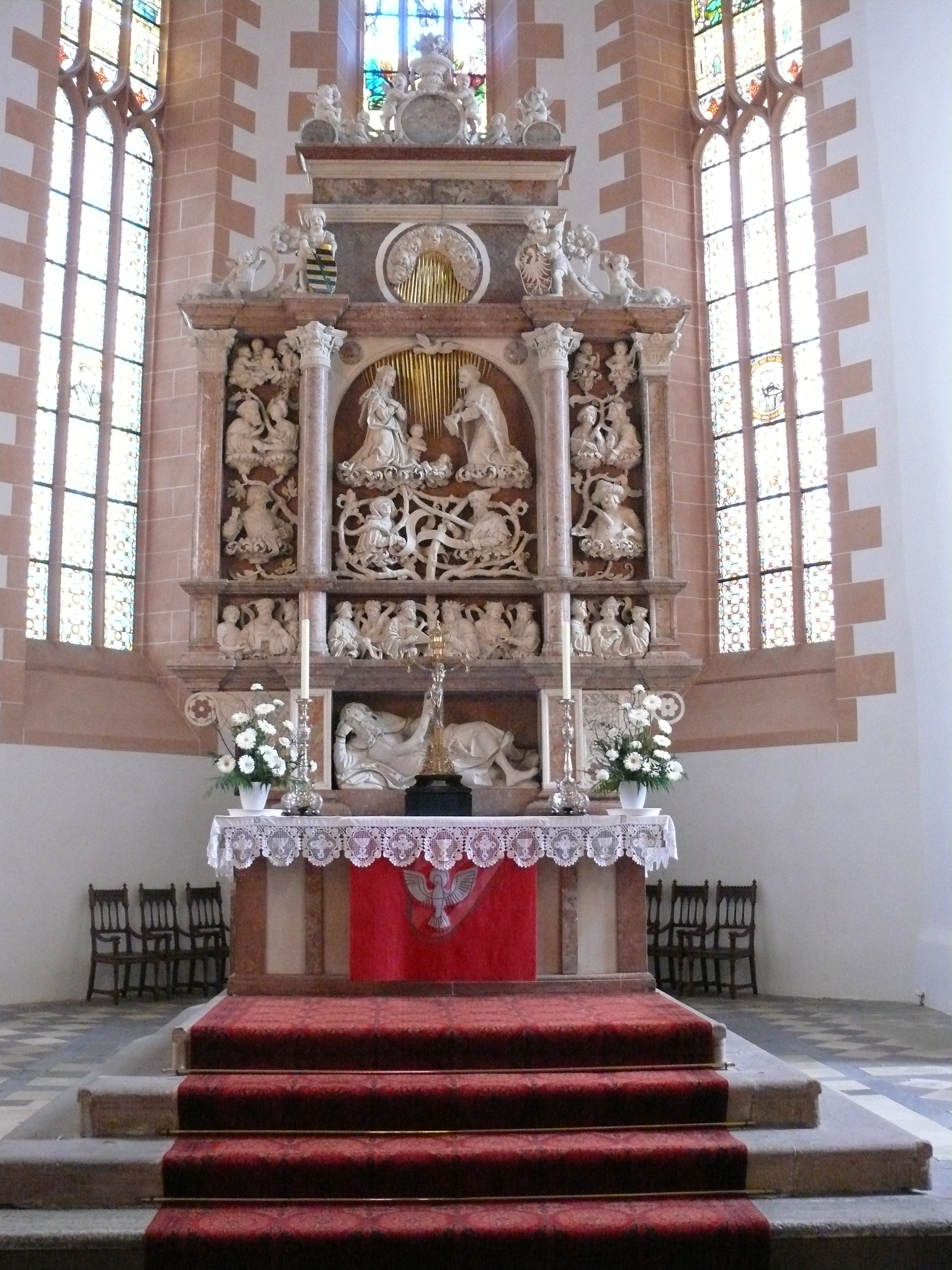
Hochaltar der St. Annenkirche in Annaberg-Buchholz
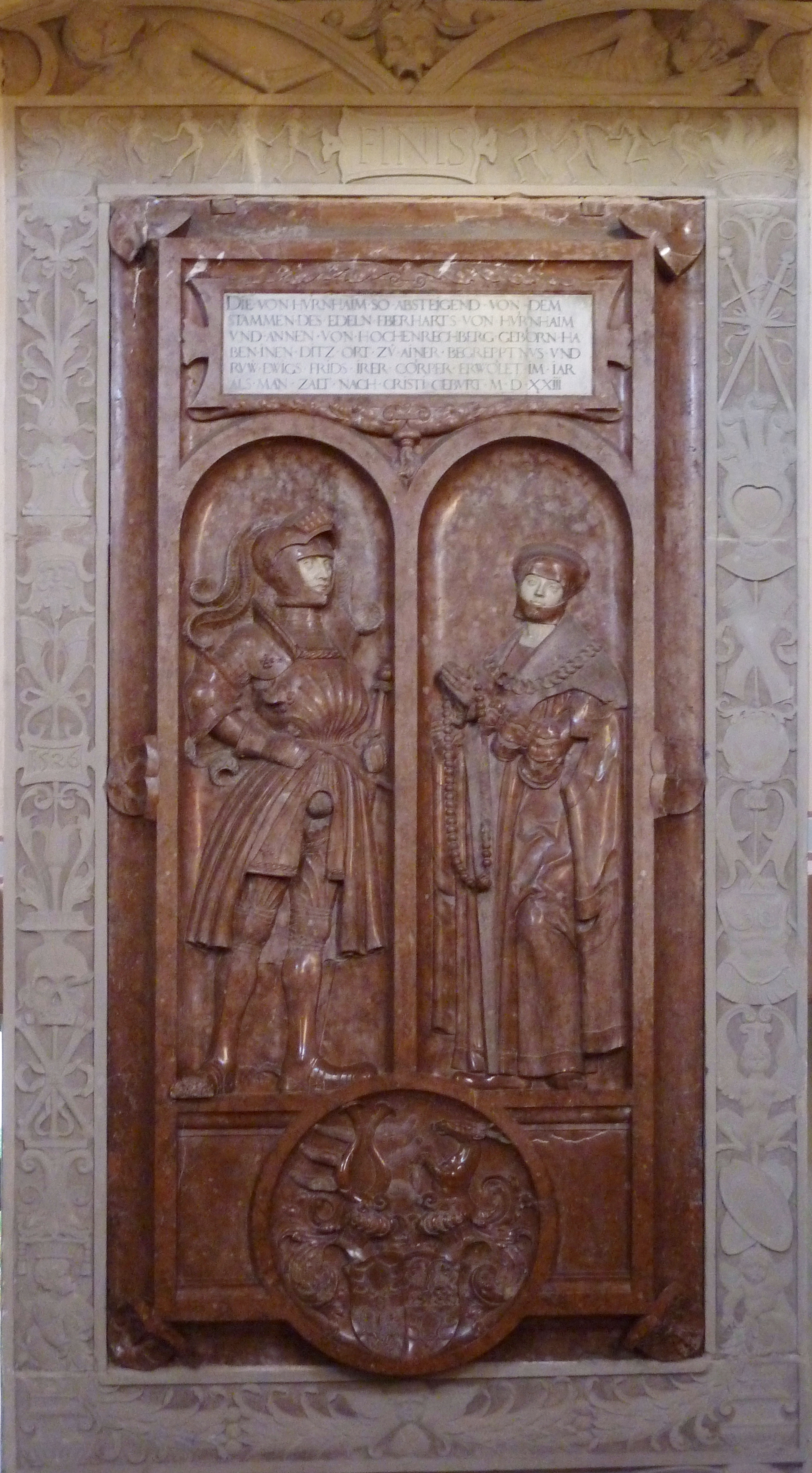
Epitaph für Eberhard von Hürnheim und Anna von Hohenrechberg in Hochaltingen, 1526

### Skulpturen
Bei der epochalen Fuggerkapelle in der Augsburger Annakirche war Daucher nach dessen Fertigstellung 1512 (und vor ihrer Einweihung 1518) wahrscheinlich an der Innenausstattung beteiligt. Die zentrale Fronleichnamsgruppe, die unvergleichlichen Putti auf der begrenzenden Marmorbalustrade und die Chorgestühlbüsten werden ihm zugeschrieben. Die ursprünglich nach Osten gewendete „Engel-Pietà“ des Altars vor allem zeigt in der Gewandgestaltung venezianischen Einfluss, namentlich Pietro Lombardos, was die Anwesenheit eines italienischen Bildhauers nahelegt. In den Jahren 1515/16 wirkte Daucher bei der Ausschmückung des Augsburger Rathauses mit, das in dieser Zeit mehrmals erweitert wurde.
Der Hochaltar der St. Annenkirche in Annaberg-Buchholz stammt von Vater Adolf oder dem Sohn, wobei anhand der Zeittafel eine Gemeinschaftsarbeit zu vermuten ist. Das insgesamt 185 Kilo schwere Werk wurde in Einzelteilen in die 400 km entfernte Stadt im Erzgebirge transportiert. Im Jahr 1522 erfolgte die Aufstellung im Hauptchor. Das gotische Skulpturenprogramm der Wurzel Jesse aus Solnhofener Kalkstein wird von einer Renaissancearchitektur aus zehn verschiedenen italienischen Marmorarten eingefasst. Die Figuren, hauptsächlich als Brustbilder ausgeführt, sind äußerst beredt dargestellt, die Putten auf dem Gebälk runden den lebendigen Eindruck ab.
Das sich in Hochaltingen im Donau-Ries befindliche Epitaph für Eberhard von Hürnheim und Anna von Hohenrechberg in rotem Marmor von 1526 wird von Herbert Schindler als sein Hauptwerk angesehen. Die Gesichter und der Hals der Frauenfigur sind kontrastierend in Kalkstein ausgeführt, der Rahmen im gleichen Material zeigt Renaissanceornamentik.

### Relief
Daucher fertigte vor allem kleinformatige Reliefs in Kalkstein. Die Heilige Familie im Kunsthistorischen Museum Wien, datiert 1518 und signiert auf einer Tafel, die im Bild an einer Säule hängt, zeigt eine großenteils regelrechte zentralperspektivische Raumkonstruktion, die vermutlich durch italienische Kupferstiche vermittelt wurde. Insbesondere die Sockel der Säulen im Vorder- und Mittelgrund sind jedoch wie angestückelt.
Ein 1522 datiertes und auf einer Tafel im Bild (unten rechts) signiertes Relief mit der Allegorie auf Dürers Tugenden befindet sich im Berliner Bode-Museum (Inv.-Nr. 804). Das, 1848 aus der Sammlung Harzen für die Skulpturensammlung erworbene, nur 22,8 × 16,8 cm messende Werk zeigt den damals schon berühmten Albrecht Dürer in einer humanistischen Allegorie als Sieger in einem Zweikampf (mit Apelles?) in Gegenwart seines Mäzens Maximilian I. Hinter dem Kaiser steht sein Berater und der vermutliche Ideengeber für das Relief, Johann Stabius. Die männliche Gruppe im Mittelgrund links stellt den antiken Herkules, den biblischen David und den Gotenkönig Theoderich dar. Die ihnen rechts gegenüber gestellten drei Frauen sind die Tugenden Iustitia (Gerechtigkeit), Fortitudo (Tapferkeit) und Prudentia (Klugheit). Während das Bildkonzept der Renaissance entspricht, bleibt die Ausführung weitgehend spätgotisch.
Eine Geißelung Christi von um 1520 im Bayerischen Nationalmuseum in München (Inventar-Nr. 23/155) wird Daucher zugesprochen. Das ihm zugeschriebene Epitaph für die Neugeborenen Paul (6 Wochen alt) und Wolfgang (14 Tage alt) von Freyberg von um 1516/1521 in St. Wolfgang zu Mickhausen ist dort neben dem Chorbogen in die Wand eingelassen. Über den beiden Knabenfiguren mit dem Familienwappen zu ihren Füßen erinnert eine deutsche Inschrift in Majuskeln an sie.

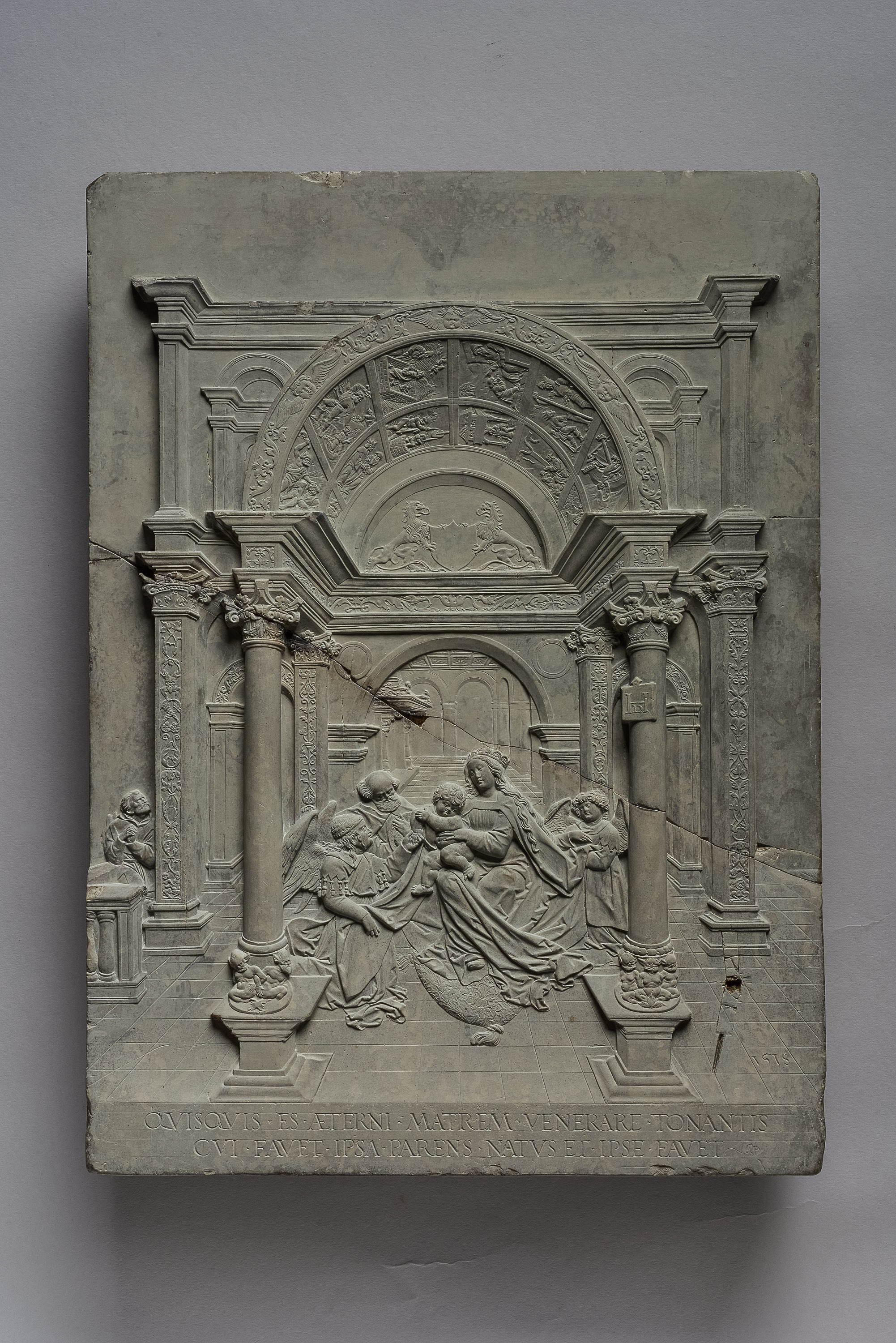
Heilige Familie von Engeln umgeben, signiert und datiert 1518, KHM Wien (GS D 216)
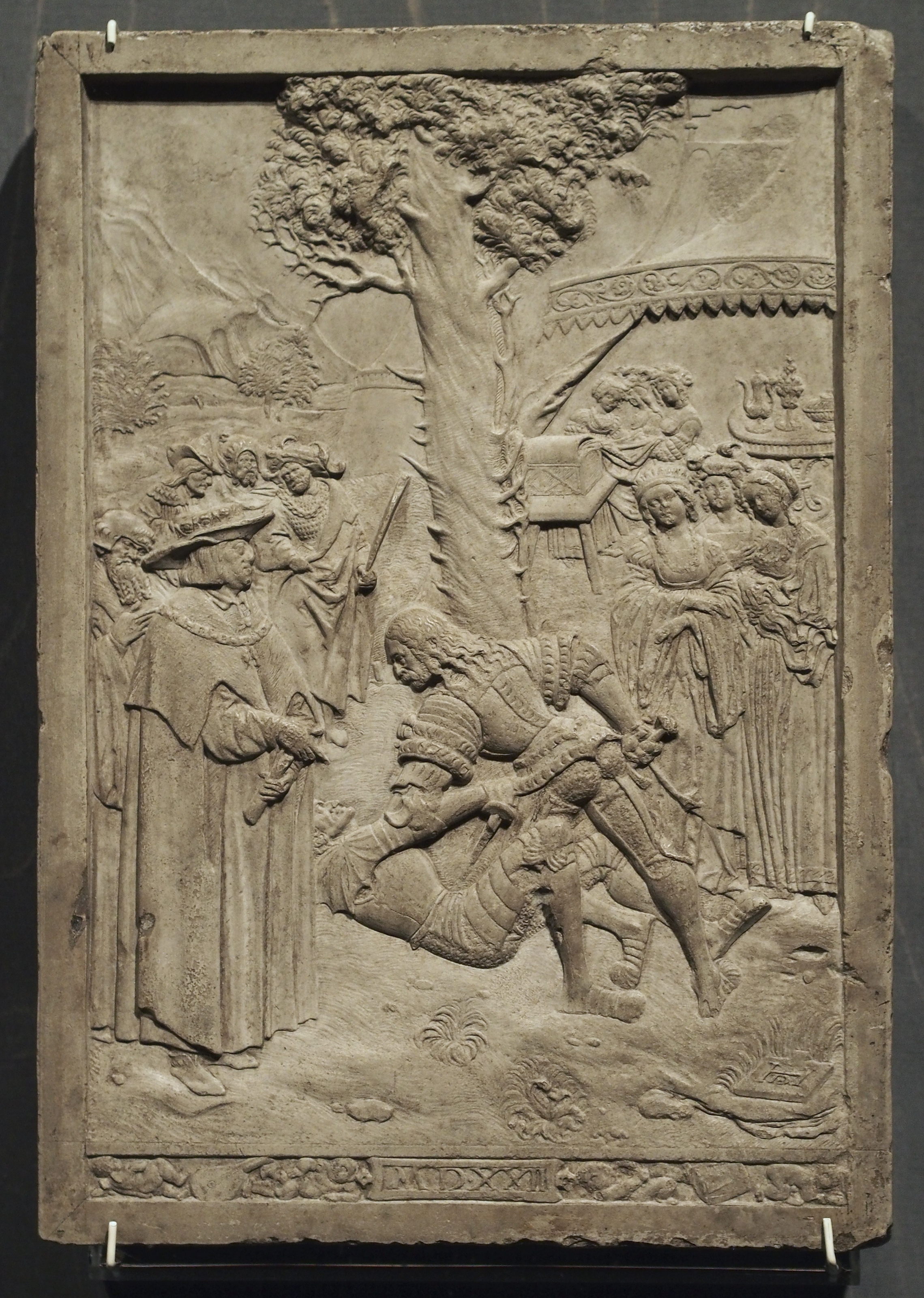
Allegorie auf Dürers Tugenden, 1522, Bode-Museum, Berlin
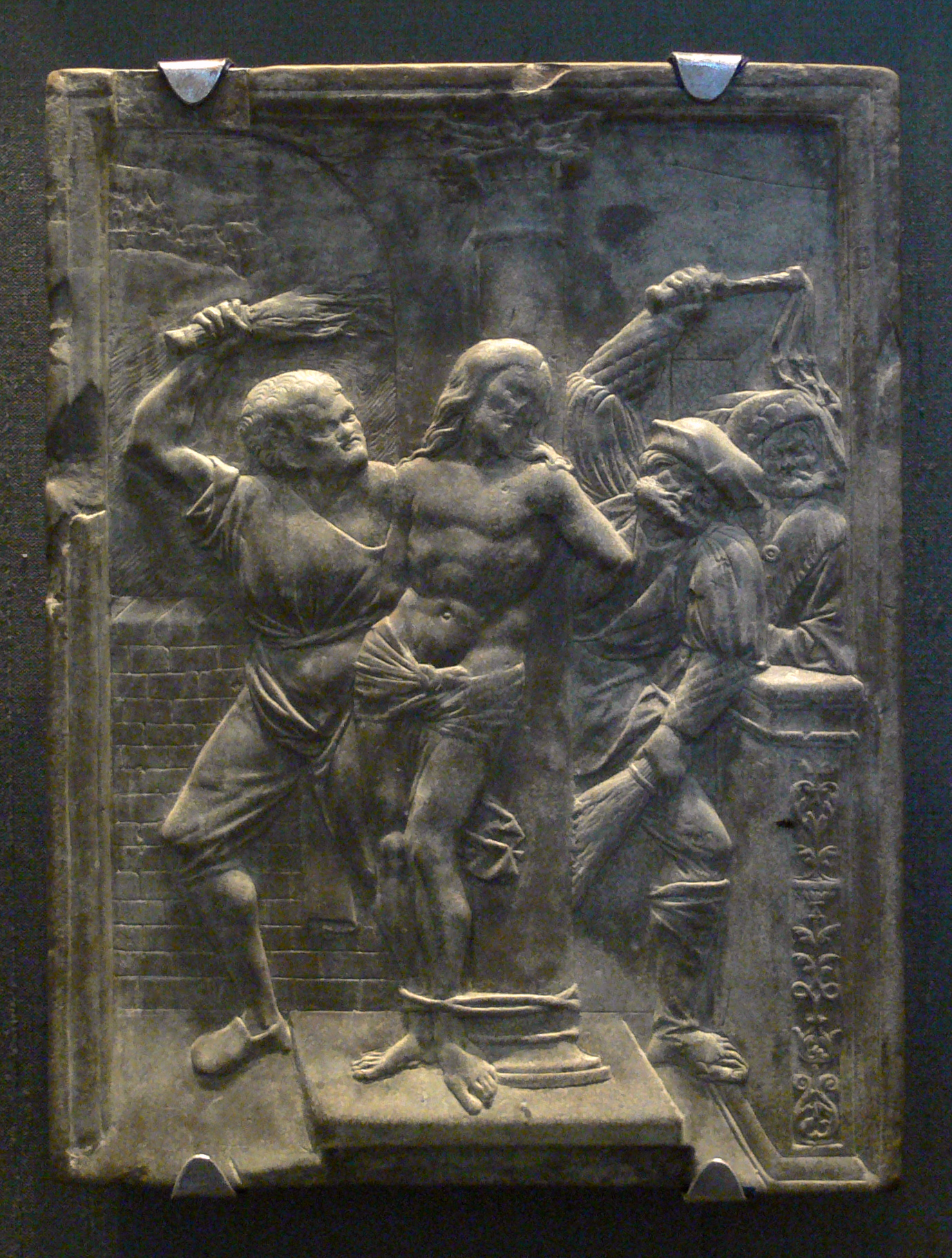
Geißelung Christi, um 1520, Bayerisches Nationalmuseum, München
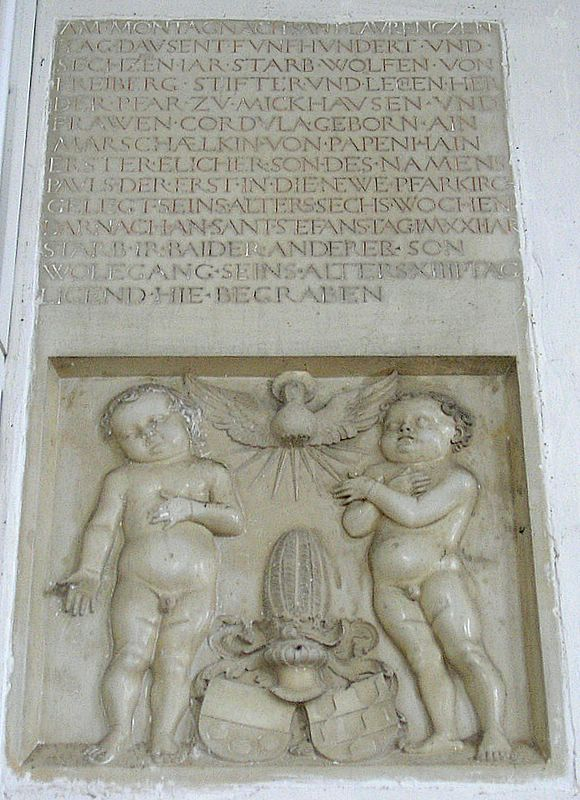
Epitaph für die kurz nach ihrer Geburt gestorbenen Freyberg-Kinder, St. Wolfgang zu Mickhausen, 1521

## Werke als Medailleur (Auswahl)
Hans Dauchers früheste tradierte Medaillen-Darstellung eines Profilporträts mit Büstensockel von 1523 wurde laut Stefan Krause eine beliebte Vorlage. Hans Maler zu Schwaz setzte diesen Typ 1520 bei seinem Porträt Anna Regina ein. Den Datierungen nach hat offensichtlich Daucher sich an Hans Maler orientiert und dieser an italienischen Werken. Das Modell für diesen Porträttyp nach antikem Vorbild stammte von dem italienischen Maler und Medailleur Pisanello (Sigismund von Luxemburg und Leonello d’Este, um 1431/41).

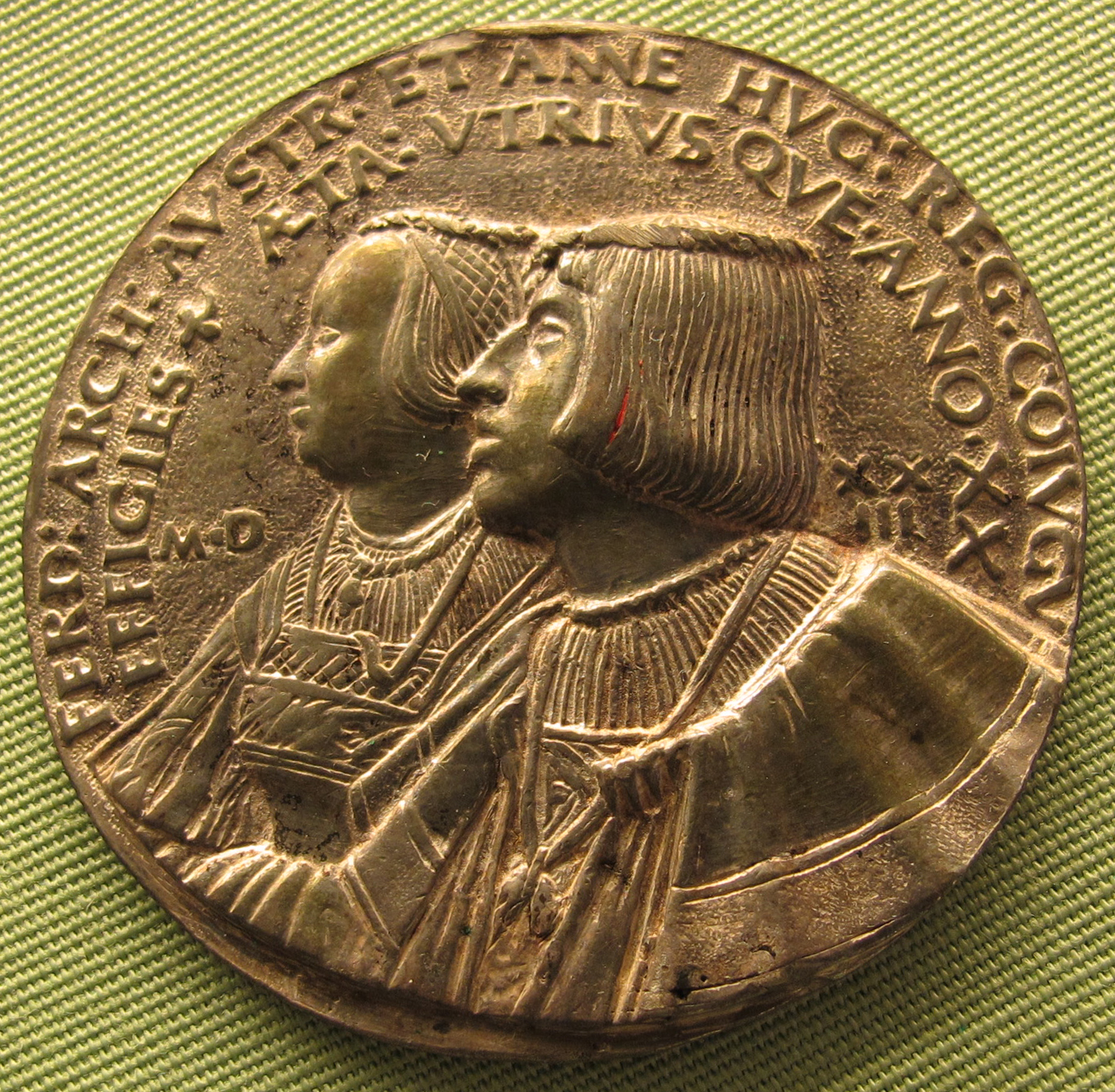
Daucher: Ferdinand und Anna von Böhmen, 1523, SMM.
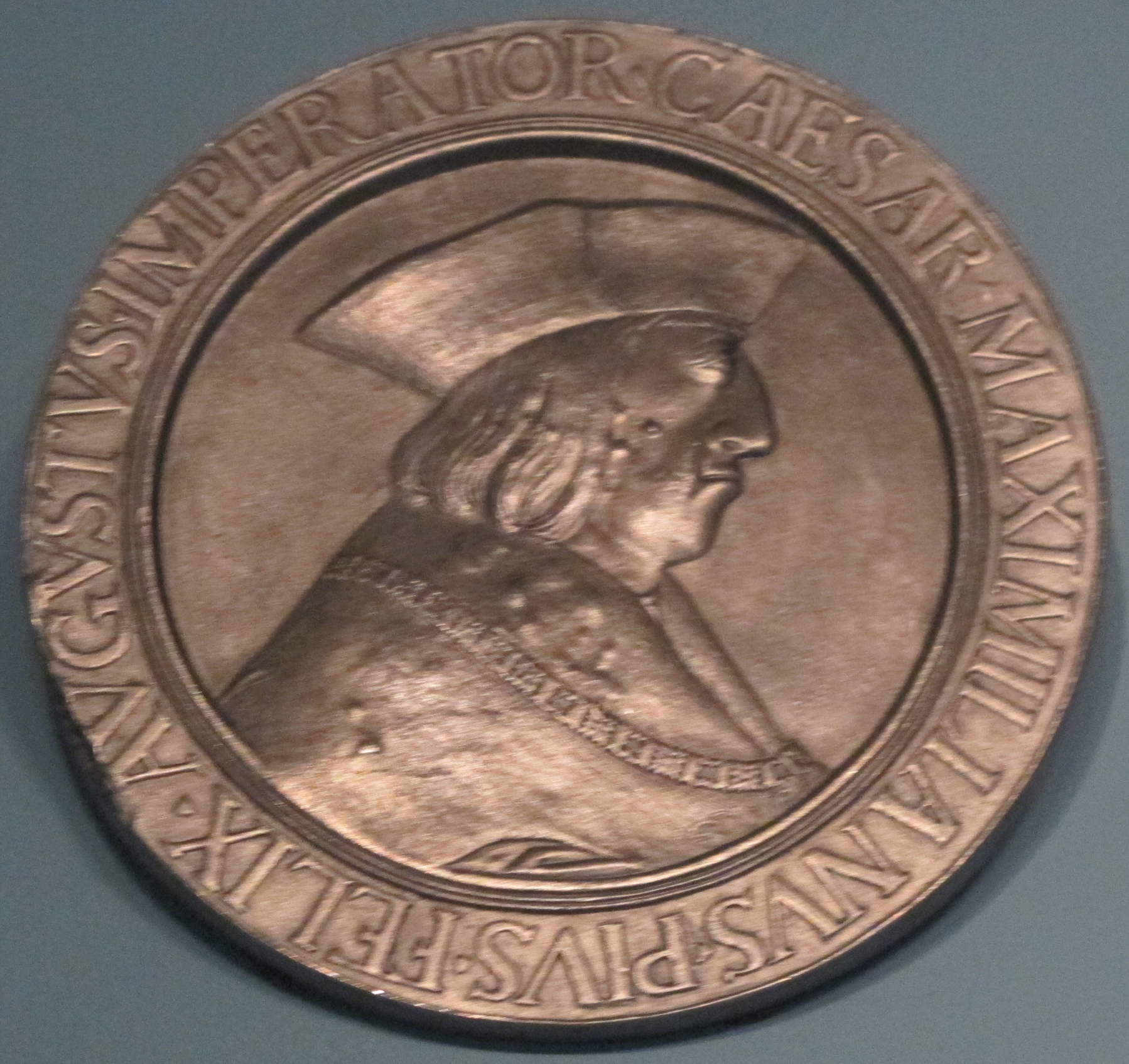
Kaiser Maximilian I.
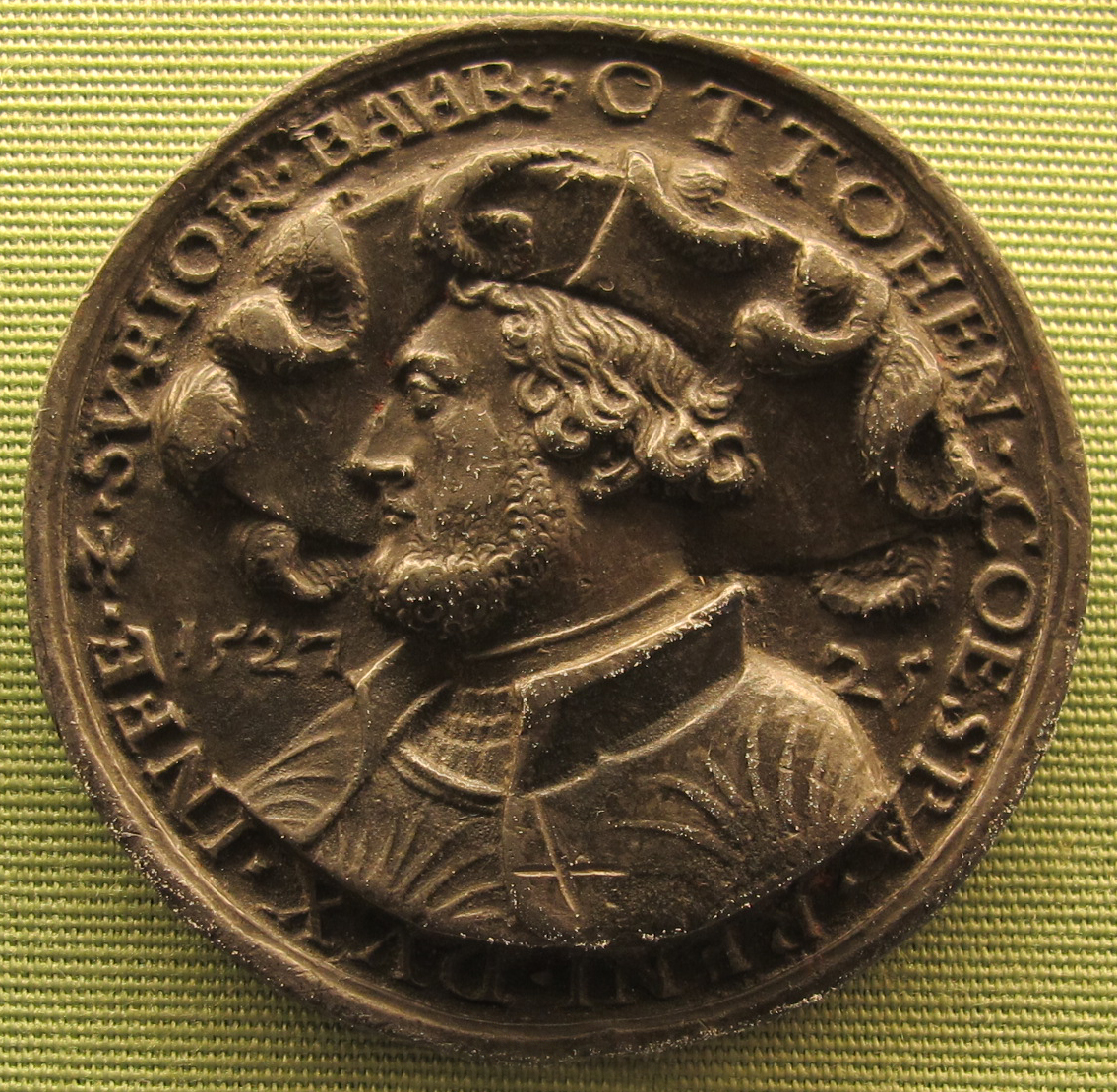
Ottheinrich von Pfalz-Neuburg, 1527. Staatliche Münzsammlung München SMM